# SpeedRage
SpeedRage est un jeu vidéo de combat motorisé et de course développé par Hexerei Games et édité par Telstar Electronic Studios, sorti en 1996 sur DOS.

## Accueil
- PC Team : 88 %[1]